# Mychajło Tyszko
Mychajło Ołeksijowycz Tyszko (ukr. Михайло Олексійович Тишко, ros. Михаил Алексеевич Тишко, Michaił Aleksiejewicz Tiszko; ur. 15 stycznia 1959 w Charkowie) – ukraiński szpadzista reprezentujący ZSRR, brązowy medalista olimpijski oraz czterokrotny medalista mistrzostw świata.
Na igrzyskach olimpijskich w Seulu w 1988 roku reprezentacja ZSRR w składzie: Andriej Szuwałow, Pawieł Kołobkow, Władimir Riezniczenko, Mychajło Tyszko i Igor Tichomirow zdobyła brązowy medal w turnieju drużynowym. Indywidualnie zajął 26. miejsce. Były to jego jedyne starty olimpijskie.
Podczas mistrzostw świata w Barcelonie w 1985 roku wspólnie z kolegami z reprezentacji zdobył brązowy medal w zawodach drużynowych. W tej samej konkurencji reprezentanci ZSRR z Tyszko w składzie zdobywali następnie srebrny medal na mistrzostwach świata w Sofii (1986), złoty podczas mistrzostw świata w Lozannie (1987) oraz brązowy na mistrzostwach świata w Lyonie (1990).